# Angelo Barbagallo
Angelo Barbagallo (Roma, 26 aprile 1958) è un produttore cinematografico italiano.

## Biografia
Nel febbraio 1987 fonda, insieme a Nanni Moretti, la Sacher Film. Per cinque volte si è aggiudicato il David di Donatello al miglior produttore.

## Vita privata
È sposato con la costumista Maria Rita Barbera.

## Filmografia

### Produttore
- Notte italiana, regia di Carlo Mazzacurati (1987)
- Domani accadrà, regia di Daniele Luchetti (1988)
- Palombella rossa, regia di Nanni Moretti (1989)
- La cosa, regia di Nanni Moretti (1990)
- Il portaborse, regia di Daniele Luchetti (1991)
- Caro diario, regia di Nanni Moretti (1993)
- La seconda volta, regia di Mimmo Calopresti (1995)
- Aprile, regia di Nanni Moretti (1998)
- La vita che verrà, regia di Pasquale Pozzessere – miniserie TV (1999)
- La stanza del figlio, regia di Nanni Moretti (2001)
- Il grido d'angoscia dell'uccello predatore (20 tagli d'Aprile), regia di Nanni Moretti (2001)
- I diari della Sacher – serie TV (2001)
- Zapaterra, regia di Cesar Augusto Meneghetti e Elisabetta Pandimiglio – documentario (2002)
- L'uomo flessibile, regia di Stefano Consiglio (2003)
- The Last Customer, regia di Nanni Moretti – cortometraggio (2003)
- La meglio gioventù, regia di Marco Tullio Giordana (2003)
- Te lo leggo negli occhi, regia di Valia Santella (2004)
- Il caimano, regia di Nanni Moretti (2006)
- Sanguepazzo, regia di Marco Tullio Giordana (2008)
- L'amore e basta, regia di Stefano Consiglio (2009)
- Fortapàsc, regia di Marco Risi (2009)
- The One Man Beatles, regia di Cosimo Messeri (2009)
- Gangor, regia di Italo Spinelli (2010)
- Copia conforme (Copie conforme), regia di Abbas Kiarostami (2010)
- Le cose che restano, regia di Gianluca Maria Tavarelli – miniserie TV (2010)
- L'industriale, regia di Giuliano Montaldo (2011)
- Gianni e le donne, regia di Gianni Di Gregorio (2011)
- Viva la libertà, regia di Roberto Andò (2013)
- Lea, regia di Marco Tullio Giordana – film TV (2015)
- Le confessioni, regia di Roberto Andò (2016)
- Di padre in figlia, regia di Riccardo Milani – miniserie TV (2017)
- Manuel, regia di Dario Albertini (2017)
- Tito e gli alieni, regia di Paola Randi (2017)
- Ricordi?, regia di Valerio Mieli (2018)
- Una storia senza nome, regia di Roberto Andò (2018)
- Metti una notte, regia di Cosimo Messeri (2018)
- Lo spietato, regia di Renato De Maria (2019)
- Gloria Mundi, regia di Robert Guédiguian (2019)
- Lontano lontano, regia di Gianni Di Gregorio (2019)
- Le indagini di Lolita Lobosco – serie TV (2021-in produzione)
- Anima bella, regia di Dario Albertini (2021)
- Fedeltà, regia Andrea Molaioli e Stefano Cipani – miniserie TV (2022)
- Astolfo, regia di Gianni Di Gregorio (2022)
- Rapiniamo il duce, regia di Renato De Maria (2022)
- La stranezza, regia di Roberto Andò (2022)
- Tina Anselmi - Una vita per la democrazia, regia di Luciano Manuzzi – docu-drama (2023)
- Marcello mio, regia di Christophe Honoré (2024) – co-produttore
- L’isola degli idealisti, regia di Elisabetta Sgarbi (2024) – co-produttore

### Direttore di produzione
- Gli occhi, la bocca, regia di Marco Bellocchio (1982)
- Tuttobenigni, regia di Giuseppe Bertolucci (1983)
- Diavolo in corpo, regia di Marco Bellocchio (1986)

### Attore
- Zeldman, regia di Cosimo Messeri (2006)
- Copia conforme (Copie conforme), regia di Abbas Kiarostami (2010)
- Ricordi?, regia di Valerio Mieli (2018) – cameo
- Le indagini di Lolita Lobosco – serie TV, episodi 2x02-2x06 (2023)

## Riconoscimenti
- David di Donatello
  - 2004 – Miglior produttore per La meglio gioventù
  - 2006 – Miglior produttore per Il caimano
  - 2006 – Miglior film per Il caimano
- Nastro d'argento
  - 1988 – Miglior produttore
  - 1992 – Miglior produttore per Il portaborse
  - 1996 – Miglior produttore per La seconda volta
  - 2004 – Miglior produttore per La meglio gioventù
- Ciak d'oro
  - 2004 – Migliore produttore per La meglio gioventù[1]
  - 2006 – Migliore produttore per Il caimano[2]

- Premio Cinearti La Chioma di Berenice 
  - 2019 – Miglior Produttore per Lo spietato